# جوري ناغاتسوما
جوري ناغاتسوما (長妻樹里 ناغاتسوما جوري) هي مطربة ومؤدية أصوات يابانية ولدت في 27 أكتوبر 1988 في هوكايدو.

## أدوارها في الأنمي

### مسلسلات أنمي تلفزيونية
- البطلة يونا يوكي - كارين ميوشي
- تاماكو ماركت - كانّا ماكينو
- الملعقة الفضية - مانامي ساكاي
- كرايم إدج القاطعة - كوزاكورا زينيغاتا
- فانتازيستا دول - يوكاغي
- الحب متلازمة الصف الثامن وأوهام أخرى - ساتوني شيتشيميا
- سيليكتور سبريد ويكروس - آن
- مدينة مدارس القتال أستريسك - بريسيلا أورسايس

### أفلام أنمي
- تاماكو لاف ستوري - كانّا ماكينو
- الحب متلازمة الصف الثامن وأوهام أخرى! تيك أون مي - ساتوني شيتشيميا

## أدوارها في ألعاب الفيديو
- البطلة يونا يوكي: ذكريات بحر الأشجار - كارين ميوشي

## ديسكوغرافيا

### أغاني منفردة
- 言えないアイスクリーム
- 未来SKY

## وصلات خارجية
- جوري ناغاتسوما على موقع IMDb (الإنجليزية)
- جوري ناغاتسوما على موقع ميوزك برينز (الإنجليزية)
- جوري ناغاتسوما على موقع ديسكوغز (الإنجليزية)
- جوري ناغاتسوما على موقع قاعدة بيانات الفيلم (الإنجليزية)
- جوري ناغاتسوما على موقع ANN person (الإنجليزية)